# Furry

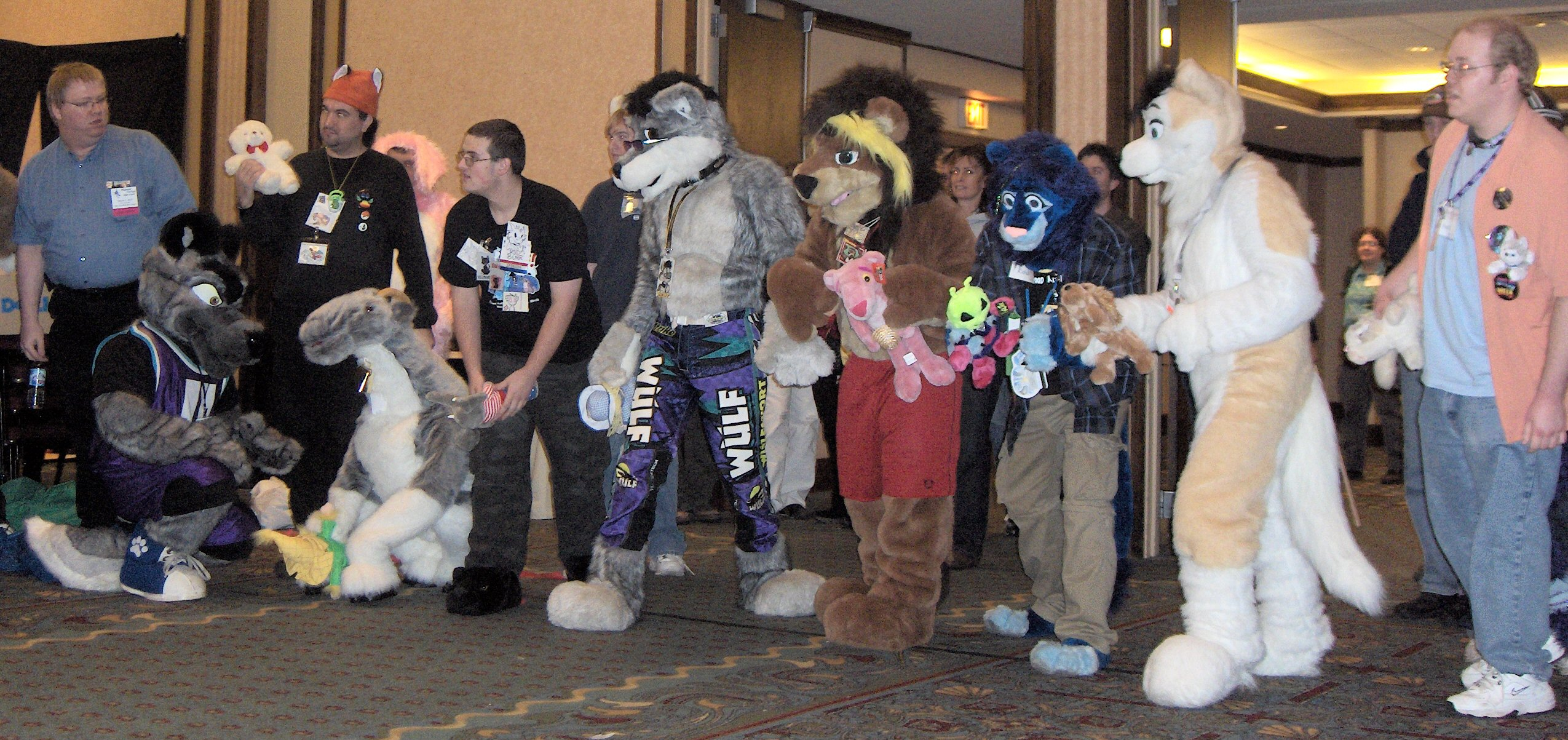
Jelmezes versenyre készülődők egy USA-beli találkozón

A furry egy nemzetközi gyűjtőfogalom, jelentése az emberi tulajdonságokkal felruházott, idegen szóval antropomorf állatok köré épülő, internetalapú szubkultúra, illetve annak tagjai.
A furry mint szubkultúra először az Amerikai Egyesült Államokban alakult ki, de jelentős számú furry él Nagy-Britanniában és Németországban is. Magyarországon nincs akkora tábora, hogy önálló entitásról beszélhessünk, sok furry van a magyar szerepjátékosok és Second Life-játékosok között, illetve sok magyar furry van jelen külföldi furry közösségekben.

## A furry karakter

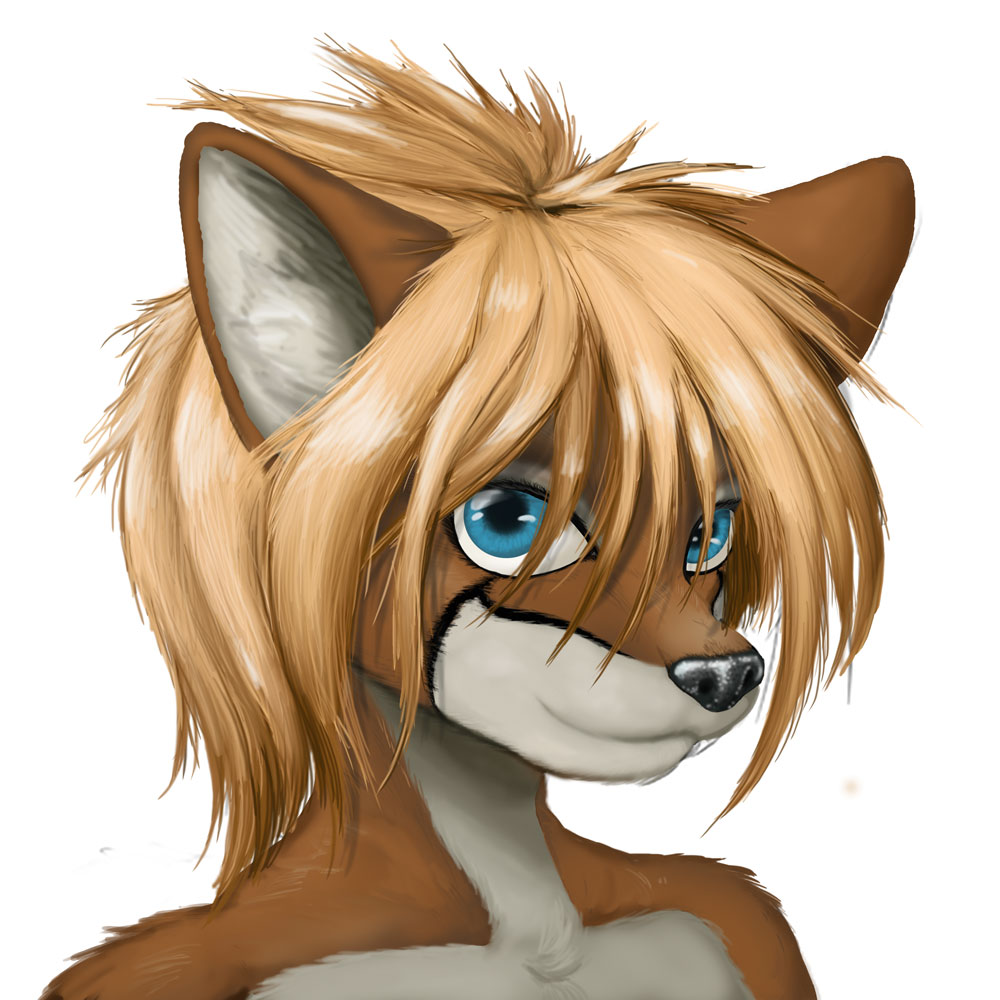
Egy antropomorf nőstény róka

A furry karakter lényegében egy emberi tulajdonságokkal felruházott állat. Ábrázolási módjuk egyrészt lehet két lábon járó (emberi felsőtesttel, de állati fejjel, mancsokkal, lábakkal, farokkal, adott esetben szárnyakkal rendelkező karakter), másrészt lehet négy lábon járó állat is, amely csak intelligenciájukban és mimikában tér el a „természetes” állatoktól. Művészeti irányzattól függően sokféle furry karakterrel találkozhatunk az élethűen kidolgozott vérfarkasoktól a rajzfilmszerűen ábrázolt Macskafogó vagy éppen Az Oroszlánkirály szereplői közt fellelhető rajzfilmszerű alakokig.
Ezek szinte minden esetben valamilyen gerinces állat jellemvonásait hordozzák magukban, valamint megtalálhatóak az olyan mitikus lények is, mint a sárkány vagy a griffmadár. A furry karakterek valósághűen ábrázolt – látszólag teljesen életképes –, de kitalált lények, amelyek különféle érzelmeket képesek kifejezni. Kitüntetett szerepet kap a barátságosság és a vidámság ábrázolása, így nem véletlen az antropomorf karakterek megjelenítése sok gyermeknevelési céllal készült mesekönyvben és rajzfilmben sem.
Egyes antropomorf állatok az emberiség története során nem egy civilizációban is feltűntek. Az ősi Egyiptomban sok istenséget állatfejjel ábrázoltak, mint például Anubiszt.
Egy adott egyénnek a furry karakterét – mellyel azonosul – „fursonának” hívják (ez az angol persona szóból ered). A tágabb karakter és avatar fogalmakat is használják.

## A furryk
A furry egy internetes szubkultúra, tagjai internetes közösségeket alkotnak. Ilyen volt az internet hajnalán létrehozott furry hírcsatorna, amely ma már csak muzeális értéket képvisel. Ma a furry közösségek alapjában véve alkotóközösségek, a tagok műveiket az interneten keresztül osztják meg egymással. 
Gyakran a furryk állatbarátok, természetbarátok. Bár a furryk összességét nem lehet egyértelműen csoportokra bontani, különbséget lehet tenni köztük az alapján, hogy milyen közös nézeteik vannak.

### Rajzfilmrajongók
Ez a legkézenfekvőbb indok furrynek lenni, ugyanis eredetileg ebből alakult ki a furry szubkultúra. Az amerikai filmstúdiók rajzstílusai jelentős szerepet töltöttek be a furry karakterek ábrázolásmódjának kialakulásában. Ezeket a stílusjegyeket azután már egymástól is fokozatosan átvették az egyes furry-rajzolók, így ma már nem is tartják rajongói alkotásnak (fanartnak) vagy stíluslopásnak, ha valakinek például az oroszlán karaktere úgy néz ki, mintha a feljebb említett animációs filmből lépett volna elő.

### A furry mint művészeti irányzat
A művészi érzékkel rendelkező furrykről elmondható, hogy az ember és állat keveredésének témájában sok lehetőséget látnak. Amíg a furry art szó szerint furry művészetet jelent, azt meg kell jegyezni, hogy a képgalériák nem tesznek különbséget amatőr és profi, vagy az alkotásokat csak kedvelők között, így elkerülhetetlen, hogy ne szembesüljünk olyan alkotásokkal, amelyek nem éppen művészi szándékkal készültek egy adott szituációban egy vagy több furry karakterről. Ezek nem másra, mint az alkotó gondolatainak a közösséggel való megosztására szolgálnak. A leggyakrabban ábrázolt állatfajok közé tartozik a farkas, a róka, az oroszlán, a tigris, a leopárd, a nyúl, a ló, a patkány, a kisragadozók, a vadon élő párosujjú patások, illetve a kenguru.
Vállalkozó szellemű művészek alkotásai közt találhatók például antropomorf ragadozómadarak, papagájok, delfinek ábrázolásai is. Erős a fantasy hatása is, így gyakran láthatunk olyan mitikus állatokat, mint például a sárkány, annak is a nyugati kultúrákban elterjedt változata.
Az anthro az antropomorf szó angol megfelelőjének rövidítése, amely nem azonos a furryvel. A furryk többsége anthro, két lábon járó állat. Vannak négylábon járó, nem kétlábra emelkedett állatok is, amelyek furryk, de nem anthrók (a feral elnevezés is használatos rájuk). Gyakran olvashatjuk emberi tulajdonságokkal felruházott állatokat ábrázoló művészek galériáin, hogy anthro art, not furry art. Ők azok, akiknek a karaktereik anthrók, de nem furryk. A „természetes” módon ábrázolt állatok azok, amelyek mindkét halmazon kívül esnek. A furry karakterek különleges fajtáját képezik a taurok (nevük a kentaur szóból ered), amelyek deréktól felfelé anthrók, lefelé négylábúak.
Tekintettel arra, hogy a furry egy internetes szubkultúra és az internet kiválóan alkalmas pornográf tartalmú anyagok közzétételére, így elkerülhetetlen, hogy ne ezen két irányzat közös metszete tegye ki a furry art jelentős részét.

### Írók és költők
A furry témájú történetekben, novellákban, regényekben is erősen érződik a fantasy és a sci-fi irányzatok hatása, illetve ezeknek szintén létező yiff ágazata. A furry irodalomra jellemzőek a (jó értelemben) szélsőségesen pozitív és negatív érzelmek. Ezeknek a történeteknek a nagy része a fájdalmat, kudarcot, halált, szerelmet, humort, boldogságot, illetve a természethez való visszatérést helyezi a középpontba. Ilyen téren hasonlóságot mutat a romantika és a reneszánsz irodalmával. Ritkán, vagy egyáltalán nem szerepelnek bennük emberek, vagy ha mégis, akkor az általában maga az alkotó, aki a történetben az általa preferált állattá változik. Az írók műveiket gyakran saját filozófiájuk és világnézetük köré építik. A szereplők, a környezet és az események rendkívül részletes leírása jellemző a történetekre. A költemények általában csak néhány sorosak, de gyakran illusztrálják őket rajzokkal.

### Sci-fi-rajongók
A valóságban létező furry karakterek létrehozására lehetőség nyílhat a távoli jövőben. Mindenesetre így látják azok, akik a furry szubkultúrát science fiction elemekkel vegyítik, és akik rendszerint valamilyen genetikai módszerek alkalmazásával ember-állat hibrideket képesek produkálni, illetve ehhez hasonló orvosi beavatkozással egy napon saját maguk is furryvé transzformálhatók. Ezek megvalósíthatóságára elméleteket dolgoznak ki, melyeket saját műveikkel ötvözik. Az ilyen alkotások nem tévesztendők össze az olyan, furry karaktereket tartalmazó rajzokkal, történetekkel, amelyek futurisztikus környezetben, például egy űrhajón játszódnak.

### Az otherkin szubkultúra
Az otherkin egy szintén internetalapú szubkultúra, amely a furrytől teljesen függetlenül jött létre, és elsődlegesen nem állati karakterek a tagjai. Hazánkban azonban – képviselőinek kis száma miatt – beleolvad a furry szubkultúrába, ezzel egy igen színes, magas diverzitású szubkultúrát hoznak létre. Az otherkinek alapvető filozófiája, hogy emberi testbe, de nem emberi lélekkel születtek, és ezt valamilyen módon felismerték, ráébredtek, ennek a folyamatnak a neve angolul awakening.
Ők azok, akik a furry közösségek bölcselkedőinek tartják magukat, és többnyire háttérbe húzódva részesei az eseményeknek. A yiffet nem minden esetben vetik meg, de a legtöbb megjelenési formáját igen. Úgy vélik, ők lélekben nem emberek, hanem valamilyen felsőbbrendű lények. Ebből adódóan többre tartják az állatokat az embereknél. Boldogok, ha érezhetik, hogy valamilyen nemes céljuk van az életben. Az otherkinek hisznek az állatok lelkivilágában, illetve hogy képesek azokkal eggyé válni, mivel filozófiájuk szerint bennük is egy bizonyos nem emberi lénynek (értsd: állat vagy akár mitológiai lény) lelke lakozik, – illetve hogy lélekben ők maguk is ennek a bizonyos fajnak egyedei –, hiszen kifejlődtek náluk olyan ösztönök, amelyek nem képezik a mai emberi lélek részét.
Ilyen például a vadászösztön kialakulása a ragadozókhoz hasonlóan még a reprodukciós ösztönök kialakulása előtt. A yiff-fel ellentétben azonban erre az érzésre alapuló rajzokkal jóval kevesebb művész foglalkozik.
Sok félreértés forrása a furry és otherkin szubkultúrákban elterjedt nyelvi konvenció, amely szerint az a mondat, hogy „Én egy farkas vagyok. Te mi vagy?” nem feltétlenül jelenti azt, hogy az adott egyén ne lenne tisztában az emberi létével, vagy ne akarna tudomást venni róla, csupán annak a mondatnak a rövidített formája, hogy „Az én karakterem egy farkas. Neked mi az?”

### Szerepjátékosok
A furry mint internetes szubkultúra kialakulását segítették az olyan, parancssoros felületű, internetes szerepjátékok létrejötte, amelyekben a játékosok antropomorf állati karakterek mögé bújhattak. Ezt követte a grafikus felületű, internetes, furry szerepjáték, a Furcadia megjelenése, amely a szerepjáték mellett már közösségi funkciót is betöltött, scriptelhetőségével és felhasználói tartalom megosztásának lehetőségével sok évvel megelőzte mai vetélytársát, a Second Life-ot, amely többek közt sok furry közösség központjául is szolgál.
A furry-szerepjátéknak létezik élő változata is, amikor fursuiterek élő szerepjátékot játszanak, bár nem ez a jellemző, mivel a fursuit nem ad nagy mozgási szabadságot.

### Jelmezviselés (fursuiting)

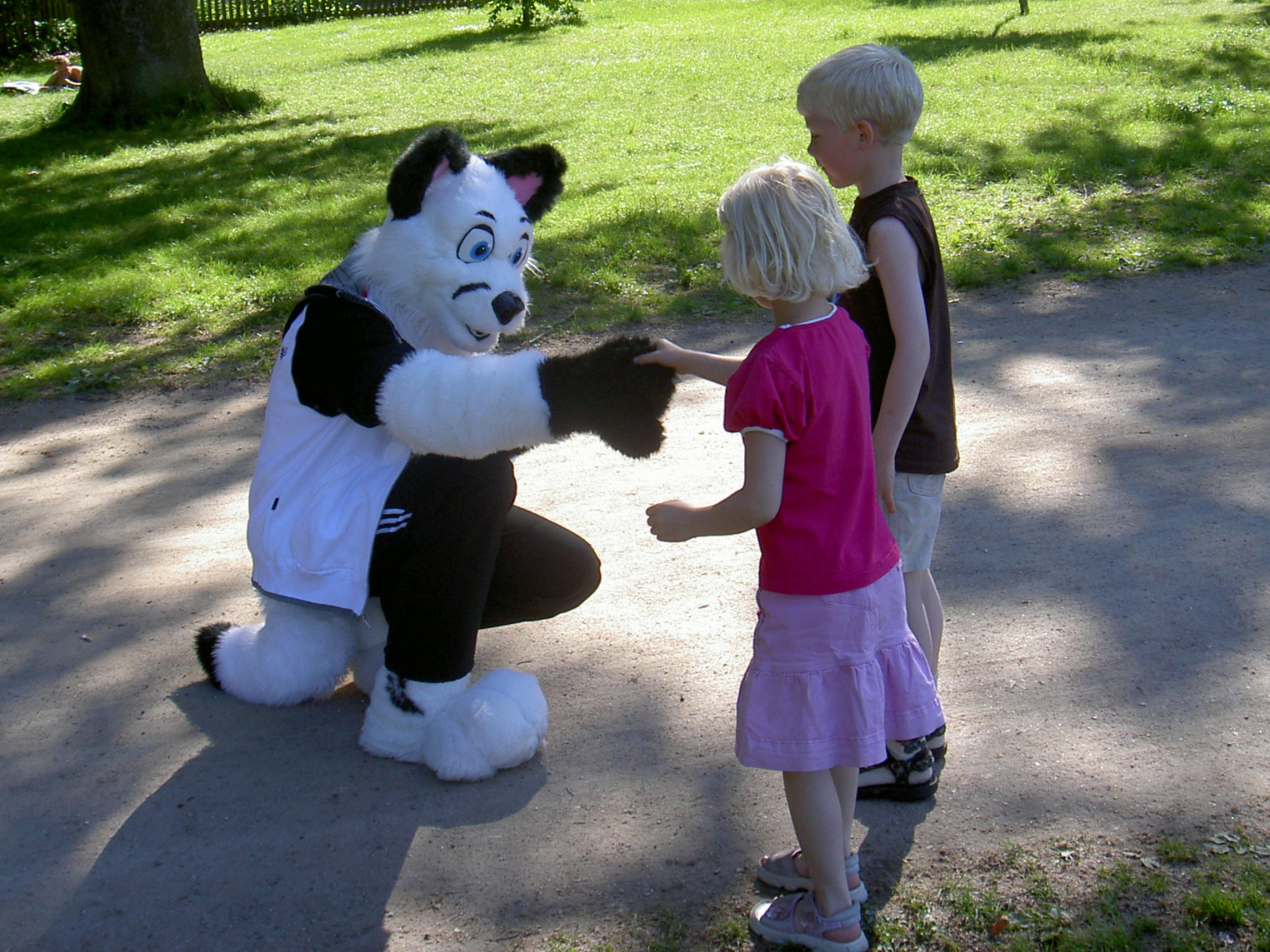
Fursuitban, szabadban

Az anthro, azaz két lábon járó furry karakterek mintájára készült jelmezek neve a fursuit. Ez a leglátványosabb megjelenési formája a furry szubkultúrának. A fursuiterek saját maguk készítik, vagy mások által készíttetik el saját furry karakterük alapján jelmezeiket. A fursuitok készítésével foglalkozó egyéneket szintén fursuitereknek nevezik.
A fursuit elkészítésének folyamata, annak részletes kidolgozása tükrözi egy furry elszántságát a közösség és a kultúra iránt. Egyes furryk nagy anyagi áldozatot képesek hozni annak érdekében, hogy fursuiterekké válhassanak. A fursuit persze nem kizárólagosan a szubkultúra sajátja: jóval a furry megjelenése előtt léteztek már kabalaállatok (például amerikai egyetemi sportcsapatokéi), és az őket életre keltő, a nézőket szórakoztató emberek. Az ilyen célból készült jelmezekre az angolban a mascot elnevezés használatos.
A fursuiterek számára a fursuiting, azaz a fursuitjának magára öltése és az ily módon a többi fursuiterrel való interakció jelenti az állati mivoltának az életben elérhető maximális kiteljesedését. Ennek színhelyei a furry találkozók, ahol a fursuiterek gyakran színdarabokat adnak elő a találkozó többi résztvevőjének. Azonban meg kell említeni, hogy még az ilyen találkozókra járó furryknek is csak körülbelül a 10%-a fursuiter.
A fursuit azonban számos dologban hátráltatja a viselőjét, például korlátozza a mozgásban és az érzékelésben. A fursuitot viselők a szájmozgás kivitelezhetőségének nehézségei miatt általában nem beszélnek, még ha elképzelésük szerint a karakterük képes is rá.
Egyes furryk viszont éppen a mozgás révén képesek átérezni állati mivoltukat, amiben a fursuit csak akadályozná őket (például parkour, free running).
Elmondható, hogy a fursuiting, vagyis hogy a furryk jelmezes társaikkal együtt közös programokban vesznek részt, és hogy emberi kilétüket elrejtve gátlások nélkül tudják kimutatni az érzéseiket furry- és embertársaik iránt, egyfajta exhibicionizmusként is felfogható. Vannak olyan mélyebb érzésű furryk is, akik nem a közösség számára öltöznek be, hanem saját otthonukban, mivel erre van szükségük ahhoz, hogy higgyenek önmagukban.
A fursuit lehet teljes vagy részleges, illetve állhat csak fülekből, mancsokból vagy egy szimpla farokból. A furry alkotóművészetek közé tartozik még a plüssállatok és egyéb figurák készítése is.

### Parafíliák
A furryket érő támadások elsődleges célpontja a furryk közti szexuális szabadosság. Eddig egyedül az Egyesült Államokban ért el akkora létszámot a szubkultúra, hogy a furry által is deviánsnak tartott magatartásformák is megjelenhettek. Azonban nem szabad elfelejteni, hogy a fétis-szerű szexualitás a furry szubkultúra egyik külön része.
A furryk többsége bevallottan szexuálisan vonzónak találja a rajzolt állatszerű figurákat: egy 2008-ban elvégzett felmérés szerint a furry szubkultúra tagjainak 33%-a erős szexuális vonzalmat érez a furry karakterek iránt, míg 46% állította, hogy mellékesen érdeklik a szubkultúra szexuális elemei. Csupán 21% válaszolt úgy, hogy minden szexuális érdeklődés nélkül vesz részt a szubkultúrában. A felmérésben nem kérdezték meg az erotikus furry weboldalak látogatóit. Tevékenységük ártalmatlan és nincsen köze a zoofíliához.
Voltak kísérletek olyan ellenmozgalmak szervezésére, mint például a Burned Furs, amelynek tagjai ugyancsak furryknek vallják magukat, és amely a furry aranykorának fenntartását, illetve egy ugyanolyan állapot visszaállítását tűzte ki céljául.
A furvert az angol pervert szóból ered.

## Furry találkozók

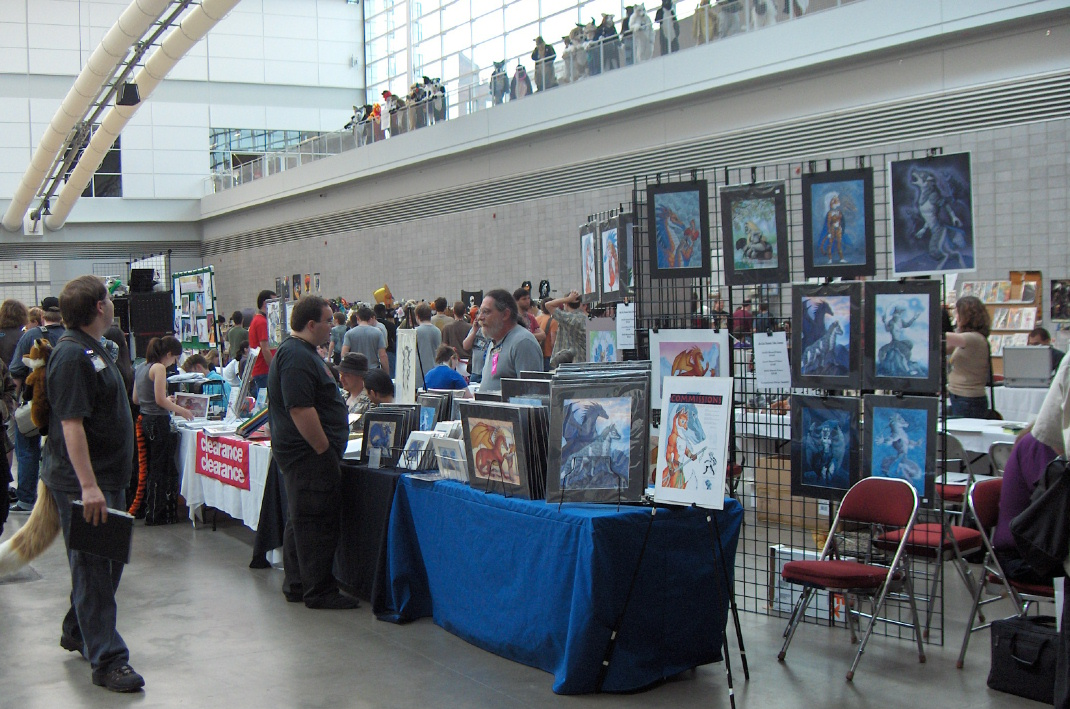
Piactér egy USA-beli találkozón, a háttérben fursuiterek

A nyugati országokban a furryk közösségi életének színterei a szervezett furry találkozók, angolul furry convention-ök. Ezek évente ismétlődnek, mindegyiket az év különböző időszakában és különböző helyszínen rendezik.
Számos programmal várnak minden oda látogató furryt és nem-furryt, mint például művészeti kiállítás (art show) és vásár (dealers' den), jelmezes színjáték (fursuit show) és bábjáték (pawpet show), valamint zenés programok. A résztvevők előjegyezhetnek saját pavilont, ahol érdeklődési körüket (SIG, azaz Special Interest Group) prezentálhatják, így a találkozók furry connak (conventionnek, gyűlésnek) is nevezhetők.
A legnagyobb furry conok közé tartozik – ahol az évenkénti látogatók száma meghaladja az ezret – az USA-ban az Anthrocon, a Further Confusion, a Midwest Furfest, illetve az EU-ban a Eurofurence. A Eurofurence-t többnyire Németországban rendezik, de a hivatalos nyelv itt is az angol.
A változatosság érdekében egyes furry convention-ök évente változó téma (theme) köré épülnek, ami lehetőséget nyúlt a szervezők és a résztvevők számára, hogy az „alkalomhoz illő” művészeti alkotásokkal készüljenek a találkozóra.
Magyarul szintén furry találkozónak fordítható a furmeet, amely lényegében egy kisebb találkozó. Nem biztos, hogy megrendezik minden évben, illetve évente többet is rendezhetnek belőle. Nincs előre meghatározott programjuk, gyakran születnek rajzok az ilyen összejövetelekről.

## A furry életvitel
Abból adódóan, hogy az Egyesült Államokban alakult ki hamarább a furry szubkultúra, a furryk átlagéletkora a tengerentúlon magasabb, mint például Németországban. Ez hazánkra levetítve azt jelenti, hogy a magyar furryk száma és életkora még ennél is kevesebb és alacsonyabb.
Ez igaz minden mai szubkultúrára – azt is mondhatjuk, hogy érdeklődési körre –, mint ahogyan az is, hogy nem lehet meghatározni, hogy mi tesz valakit egy újabb szubkultúra tagjává.
Bizonyos csoportok a keletkezésükkor felfogásokat, eszméket és elveket állítanak követendő példaként, mert ez képezi a különálló egyének sokaságát általános fogalmakkal leírható tömeggé. Ez a furrykre is igaz, le lehet írni például a természetszeretetük központba állításával, művésztudatuk értékelésével, de indítéktól függően oldalak sokaságát lehetne megtölteni a ritka előfordulású, alternatív szexuális beállítottságú furryk pellengérre állításával, de akár az átlagéletkor pejoratív magasztalásával is.
Ilyen módon a furry, mint életvitel nem bírálható se pozitívan, bár negatívan még annyira sem. Nem egy olyan szubkultúrát lehetne mondani, amelyek tagjai megbotránkoztató és viszolyogást keltő magatartással bírnak, mégis a „megtűrt” kategóriába sorolhatók. Dicsőítésre sincs ok, és ez az, ami miatt tulajdonképpen furry életvitelről nem beszélhetünk.
A furry életvitel nem az angol furry lifestyle magyar megfelelője. A furry lifestyler minősítést azokra a furrykre alkalmazzák, akik az életük minden részére igyekeznek kiterjeszteni a saját furrységüket, így például az öltözködésre, viselkedésre vagy a szóhasználatra.

## Az antifurryk
A furry közösség szétrombolása céljából rengeteg furryellenes szerveződés jelent meg, elsősorban ellenweboldalak formájában.
Az antifurry témájú weboldalak általában gyűlöletkeltő tartalmúak, szándékos túlzások mellett a felkavaró rajzokat általánosítják az egész stílusra. Sok antifurry kerül ki az exfurryk közül. A furry szubkultúra ellenzőinek egyik érve, hogy – az egyes anime stílusokhoz hasonlóan – olyan naturalisztikus ábrázolást használhat, amit a nyugati kultúrákra jellemző rajzfilmekben nem merne senki. Ezek a tartalmak a weben szabadon elérhetőek, még egy gyermek számára is, aki azt meseként értelmezheti, és ez a személyiségfejlődésre nem kívánt hatással lehet, lásd: „Anyu, mit csinál az a két kutya?”
A furry szubkultúra további bírálója a vallásos emberek egy része, akik az ördög művének tartják azt. (Itt megemlítendő hogy a jelentősen eltérő vallási felfogás miatt Európában sokkal inkább tolerált a szubkultúra mint az USA-ban.) Akárcsak az előző kérdésben, a furryk vallás tekintetében is megosztottak, sok a keresztény köztük. Az őket érő támadások kizárólag erkölcsi problémákon alapulnak, így a társadalomra nem jelentenek veszélyt.

## Furryk Magyarországon
A legnagyobb magyar nyelvű furry portál a Furry.hu volt. Ezen kívül több magyar furry művész is megtalálható a Tumblr.com magyar nyelvű mikroblogjain.

## Külső hivatkozások, ajánlott linkek
- WikiFur – furry Wikipédia
- Fur Affinity – furry közösségi portál, főleg képgalériákkal
- Furry.hu – magyar furry közösség
- deviantART – vegyes művészeti portál, yiffmentes furry képekkel
- SheezyArt – az előzőhöz halsonló, elsősorban anime képekkel Archiválva 2008. június 25-i dátummal a Wayback Machine-ben
- Elfwood – sci-fi, fantasy és furry képekkel
- VCL – furry képarchívum
- Yiffstar – furry történet- és képarchívum
- fchan – furry 4chan
- Something Awful – furry- és sok más ellenes portál
- Portal of Evil – az előzőhöz hasonló